# The Founding of a Republic
The Founding of a Republic és una pel·lícula xinesa estrenada el 2009 per a commemorar el 60è aniversari de la creació de la República Popular de la Xina i dirigida per Huang Jianxi i Han Sanping

## Argument
El film tracta de l'evolució dels contactes entre els considerats hereus del pare de la República, Sun yat-sen; per una banda, Chiang Kai-shek, el dirigent més important del partit nacionalista Kuomintang i, de l'altra, Mao Zedong, líder principal dels comunistes i de la guerra civil (1945-1949) que s'inicià després de la victòria sobre els japonesos, entre aquestes dues forces, conflicte armat que acabà amb l'arribada al poder dels comunistes i els seus aliats reformistes.

## Repartiment
Actors principals:
- Chen Kun (Chiang Ching-kuo, fill de Chiang Kai-shek)
- Liu Jin (Zhou Enlai)
- Liu Sha /Liu Shaoqi (un dels dirigents comunistes més importants)
- Tang Guoqiang (en el paper de Mao Zedong)
- Vivian Wu (Song Meiling, esposa de Chiang i germana de Son Qingling)
- Wang Bing (Zhang Lan, líder la Lliga Democràtica de la Xina)
- Wang Wufu (Zhu De, dirigent de l'Exèrcit Roig)
- Wang Xueqi (Li Zongren, dirigent nacionalista i rival de Chiang Kai-shek)
- Xiu Zongdi (Fu Zuoyi, responsable de la defensa Beijing davant l'avenç comunista i que va ocupar, posteriorment, càrrecs importants en la República Popular de la Xina)
- Xu Qing (Song Qingling, vídua de Sun Yat-sen)
- Zhang Guoli (Chiang Kai -shek)

Coneguts actors xinesos han participat en breus aparicions. Com en el cas de l'important personatge dels baixos fons, Du Yuesheng. interpretat per l'actor i director Feng Xiaogang.